# Bach-Museum Leipzig
Das Bach-Museum Leipzig ist ein Museum, das sich mit dem Leben und Wirken des Komponisten Johann Sebastian Bachs beschäftigt. Es ist Teil des Bach-Archivs Leipzig im Bosehaus am Thomaskirchhof.
Das Museum wurde 1985 eröffnet. Die künstlerische Gestaltung der Dauerausstellung "Johann Sebastian Bach. Leben – Wirken – Nachwirken" lag in den Händen von Roselind Czernitzki und Ute Holstein (* 1942).
Seit der Eröffnung hatte das Museum 850.000 Besucher. Von 1987 bis 2002 leitete die Musikwissenschaftlerin Cornelia Krumbiegel das Museum, an dessen Aufbau sie seit 1983 beteiligt war.
Von Oktober 1999 bis März 2000 wurde das Museum für 6 Monate geschlossen und mit moderner Technik ausgestattet. Die Ausstellungsfläche wurde auf 230 m² erweitert.
Seit der Wiedereröffnung nach Renovierungsarbeiten im Jahr 2010 umfasst das Museum eine thematisch gegliederte Ausstellungsfläche von 450 m².